# Mahluga Sadigova
Mahluga Sadigova (Məhluqə Ələsgər qızı Sadıqova, née le 28 avril 1917 à Choucha et morte le 15 août 2003 à Bakou) est une actrice azerbaïdjanaise, Artiste du Peuple de l’Azerbaïdjan.

## Biographie
Mahluga Sadigova  étudie à l'école de filles n°1 de Choucha pendant cinq ans. En 1930, sa famille déménage à Bakou, où la future comédienne termine sa septième année d’étude. En 1936, elle est diplômée de la faculté technique dentaire du Collège médical de Bakou. Pendant ses études, elle participe à des clubs de danse et de théâtre.

## Carrière
Le 27 septembre 1936 Mahluga Sadigova est invitée dans la troupe du Théâtre national académique dramatique. L'actrice travaille dans ce théâtre pendant 54 ans. En 1992, elle passe au nouveau Théâtre municipal de Bakou.
Pendant plus de quarante ans, comme maître de la lecture d'art,  elle est l'une des animatrices inestimables de l'émission folklorique et ethnographique « Bulag » à la radio.

## Mémoire
Arrêté présidentiel daté du 19 juillet 2017, relatif à la célébration du 100e anniversaire de Mahluga Sadigova.

## Récompenses
- Médaille « Pour distinction dans le travail » - 9 juin 1959 ;
- Titre honorifique « Artiste émérite de la RSS d'Azerbaïdjan » - 21 juillet 1949 ;
- Titre honorifique « Artiste du peuple de la RSS d'Azerbaïdjan » - 10 janvier 1978.